# アンスガー・クナウフ
アンスガー・クナウフ（Ansgar Knauff, 2002年1月10日 - ）は、ドイツ・ニーダーザクセン州ゲッティンゲン出身のサッカー選手。ブンデスリーガ・アイントラハト・フランクフルト所属。ポジションはFW、MF。

## クラブ経歴
地元ゲッティンゲンのクラブチームから、2015年にハノーファー96のユースアカデミーに入所し、翌年ボルシア・ドルトムントのユースアカデミーに加入。2018年にU-19チームに昇格。2年間同ユースリーグで43試合9ゴールを記録し、2020年11月26日のトップチーム昇格が決まり、2023年までの契約を締結。プロ1年目の2020-21シーズンは、当初は傘下のボルシア・ドルトムント IIに配属となったが、トップチームにも帯同。12月8日のCLグループリーグ戦のFCゼニト・サンクトペテルブルク戦で、後半37分にトルガン・アザールとの交代で起用され、トップチームデビューし、試合も2-1で勝利。その後チームIIでレギオナルリーガ (4部リーグ)ながら4試合連続ゴールを記録。2021年3月20日の1.FCケルン戦でブンデスリーガ初出場。4月6日CL準々決勝のマンチェスター・シティFCとの1stレグでは、プロ初先発を果たすも、試合は1-2で敗れた。
2022年1月20日、アイントラハト・フランクフルトに1年半のレンタル移籍で加入した。
2023年6月9日、アイントラハト・フランクフルトと5年契約を結び完全移籍。

## タイトル
ボルシア・ドルトムント
- DFBポカール: 2020-21

アイントラハト・フランクフルト
- UEFAヨーロッパリーグ: 2021-22